# Кубок Лугано 1970
Финал 5-го Кубка Лугано — Кубка мира по спортивной ходьбе прошёл 10—11 октября 1970 года в Эшборне (ФРГ). Мужские команды боролись за Кубок Лугано, который получала лучшая сборная по итогам заходов на 20 и 50 км.
Три сильнейшие команды предыдущего розыгрыша Кубка, а также представители неевропейских стран получили прямой допуск в финал. Оставшиеся места разыгрывались в предварительном раунде соревнований, который прошёл в различных городах в августе 1970 года.
На старт вышли 60 ходоков из 8 стран мира.
Каждая команда могла выставить до четырёх спортсменов в каждый из заходов. В зачёт Кубка Лугано у каждой сборной шли по два лучших результата на дистанциях 20 и 50 км у мужчин (очки спортсменам начислялись в зависимости от занятого места).
Представители ГДР выиграли оба захода, что предопределило их третью подряд победу в командном зачёте. Один из лидеров восточногерманской сборной, Кристоф Хёне, так же в третий раз выиграл дистанцию 50 км.

## Предварительный раунд
Соревнования предварительного раунда прошли в августе 1970 года в двух городах: датском Оденсе и венгерском Дунауйвароше. В финал проходили по две лучшие команды из каждого турнира.
От участия в предварительном раунде были освобождены ГДР, СССР, Великобритания, США и Индия. Все эти страны получили прямые путёвки в финал.
| Место | Команда  | Очки |
| ----- | -------- | ---- |
| 1     | ФРГ      | 98   |
| 2     | Швеция   | 87   |
| 3     | Франция  | 69   |
| 4     | Норвегия | 38   |
| 5     | Дания    | 29   |
| 6     | Бельгия  | 22   |

| Место | Команда      | Очки |
| ----- | ------------ | ---- |
| 1     | Италия       | 44   |
| 2     | Венгрия      | 40   |
| 3     | Чехословакия | 39   |
| 4     | Швейцария    | 19   |

## Расписание
| Дата            | Заход         |
| --------------- | ------------- |
| 10 октября 1970 | 20 км мужчины |
| 11 октября 1970 | 50 км мужчины |

## Медалисты
Сокращения: WR — мировой рекорд | AR — рекорд континента | NR — национальный рекорд | CR — рекорд соревнований
Курсивом выделены участники, чей результат не пошёл в зачёт команды
| Дисциплина              | Золото | Золото     | Серебро | Серебро   | Бронза | Бронза   |
| ----------------------- | --- | ---------- | --- | --------- | --- | -------- |
| 20 км                   | Ханс-Георг Райман ГДР | 1:26.55 CR | Владимир Голубничий СССР                                                                                        | 1:27.22   | Петер Френкель ГДР | 1:27.33  |
| 50 км                   | Кристоф Хёне ГДР | 4:04.36    | Вениамин Солдатенко СССР                                                                                        | 4:09.52   | Буркхард Лойшке ГДР | 4:11.10  |
| Кубок Лугано (20+50 км) | ГДР · Ханс-Георг Райман · Петер Френкель · Кристоф Хёне · Буркхард Лойшке · Герхард Шперлинг · Зигфрид Цшигнер · Петер Зельцер · Винфрид Скотницки | 134 очка   | СССР · Владимир Голубничий · Николай Смага · Вениамин Солдатенко · Евгений Люнгин · Геннадий Агапов · Отто Барч | 125 очков | ФРГ Вильфрид Веш Бернхард Нермерих Херберт Майер Хорст-Рюдигер Магнор Хайнц Майр Герд Шут Бернд Канненберг Герхард Вайднер | 88 очков |